# مجرة كروانية قزمة

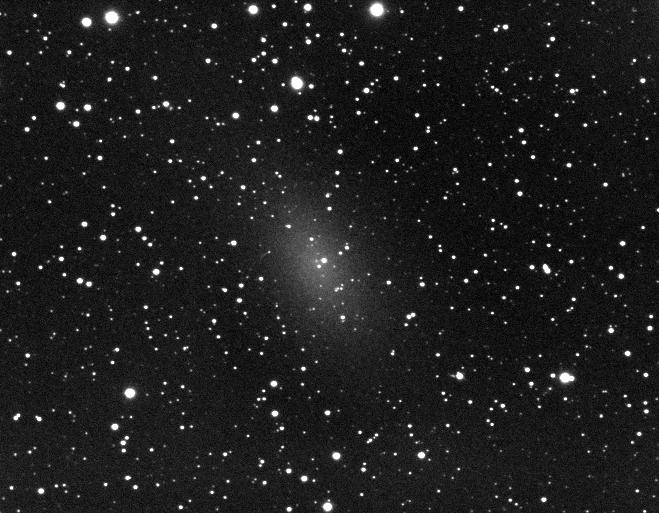
مجرة إن جي سي 147 القزمة الكروانية إحدى مجرات المجموعة المحلية.

مجرة كروانية قزمة (بالإنجليزية: Dwarf spheroidal galaxy)‏، ويُرمز لها بالرمز dSph، هو مصطلح في علم الفلك ينطبق على المجرات الصغيرة ذات الإضاءة المنخفضة والتي تحتوي على القليل جدًا من الغبار وعدد النجوم الأكبر عمرًا. توجد في المجموعة المحلية كرفاق لمجرة درب التبانة وكأنظمة مرافقة لمجرة المرأة المسلسلة (M31). على الرغم من أنها تشبه المجرات الإهليلجية القزمة في المظهر والخصائص، مثل عدم وجود غاز أو غبار أو تكوين النجوم الحديث، إلا أنها كروانية الشكل تقريبًا ولها إضاءة أقل عمومًا.